# Sammy Walker
Sammy Walker (Atlanta, 7 luglio 1952) è un cantante statunitense.
Scoperto dal celebre cantautore statunitense Phil Ochs, nel 1976 esordì con Broadside ballads - Song for Patty per poi cessare l'attività fino al 1989, anno di Sammy Walker in concert.